# Westertimke
Westertimke er en kommune i Samtgemeinde Tarmstedt med godt 450 indbyggere (2013). Den ligger i den vestlige del af Landkreis Rotenburg (Wümme), i den nordlige del af den tyske delstat Niedersachsen. Samtgemeindens administration ligger i byen Tarmstedt.

## Geografi
Byen ligger ved landevej 133, der forbinder den med Bremen og Zeven.
To kilometer nordves for Westertimke ligger svæveflyvepladsen Segelfluggelände Tarmstedt-Westertimke.
Floden Wörpe, der er en biflod til Wümme løber i den sydlige del af kommunen.